# Traslado de reos mexicanos a Estados Unidos de 2025
El traslado masivo de reos mexicanos a Estados Unidos de 2025 se refiere al envío de 29 presos (en su mayoría narcotraficantes) de distintas cárceles mexicanas por parte del gobierno de Claudia Sheinbaum Pardo a Estados Unidos el 27 de febrero de 2025.

## Contexto
En 2021, el jefe del Comando Norte de Estados Unidos, el general Glen D. VanHerck, estimó que los cárteles del crimen organizado transnacional operan en alrededor del 30% al 35% del territorio mexicano, "en áreas que son con frecuencia ingobernables", declaración que levantó controversias y tensiones en la relación entre México y Estados Unidos. A esto se suma la crisis de fentanilo que es causante de un aumento estadístico sorprendente en los últimos años de adicción y muertes por sobredosis en Estados Unidos. Reportes indican que la mayoría del fentanilo que se vende en Estados Unidos proviene de México.
El republicano Donald Trump desde su campaña presidencial y después de ganar las elecciones fue endureciendo su discurso contra el narcotráfico, amenazando en diversas ocasiones con declarar a los cárteles de la droga mexicanos como organizaciones terroristas globales e imponer aranceles a diferentes productos mexicanos si el gobierno de México no tomaba acciones para detener el tráfico de fentanilo. Donald Trump asumió su segundo periodo como Presidente de Estados Unidos el 20 de enero de 2025. En su discurso de apertura reiteró que designaría a los cárteles como organizaciones terroristas sumando más tensiones políticas con México. El 20 de febrero, el Departamento de Estado incluyó oficialmente a 6 cárteles mexicanos en la lista de Organizaciones Terroristas Extranjeras y Terroristas Globales Especialmente Designados. Los grupos sancionados fueron:
- Cártel de Sinaloa
- Cártel de Jalisco Nueva Generación
- Cártel del Noreste
- Cártel del Golfo
- Nueva Familia Michoacana
- Cárteles Unidos

## Traslado de los presos
Desde temprano en la mañana del 27 de febrero de 2025 comenzaron los operativos de traslado de 29 prisioneros en penales mexicanos (28 mexicanos y 1 canadiense) para ser entregados a autoridades norteamericanas en diferentes puntos de Estados Unidos. De los 29, once estaban en el penal federal número 1 de Altiplano; dos en el número 4 del Noroeste, en Nayarit; uno en el número 8 Nor-poniente en Sinaloa; dos en el CPS 11 Sonora; tres en el CPS 12 en Guanajuato; tres en el CPS 13 Oaxaca; uno en el CPS 15 Chiapas y uno más en el CPS 17 de Michoacán. Tres estaban recluidos en penales de la Ciudad de México, uno en Guerrero y otro más estaba sujeto a arraigo domiciliario. Todos fueron trasladados al Aeropuerto Internacional Felipe Ángeles (AIFA) para ser dirigidos a las sedes en EU donde son requeridos.
Comenzaron a circular en diferentes medios de comunicación versiones que hablaban de extradiciones de distintos narcotraficantes, destacando Rafael Caro Quintero y los hermanos Treviño Morales, pero no había confirmaciones del hecho, e incluso el abogado de Miguel Treviño Morales, Juan Manuel Delgado negó tener conocimiento y declaró “Hasta donde nosotros sabemos, no hay ningún tipo de traslado hacia los Estados Unidos de América. Una extradición sería imposible”. Sin embargo, un comunicado conjunto de la Secretaría de Seguridad y Protección Ciudadana y la Fiscalía General de la República confirmó los traslados:

"Esta mañana fueron trasladados a los Estados Unidos de América 29 personas que se encontraban privadas de su libertad en diferentes centros penitenciarios del país, las cuales eran requeridas por sus vínculos con organizaciones criminales por tráfico de drogas, entre otros delitos".

El gobierno mexicano y el Departamento de Justicia de los Estados Unidos dieron a conocer que los presos entregados fueron los siguientes:
| Nombre                                          | Alias                        | Nacimiento                                               | Detención                                                          | Organización                                                            | Corte en la que fue requerido                                                | Posible pena máxima             | Crímenes relevantes |
| ----------------------------------------------- | ---------------------------- | -------------------------------------------------------- | ------------------------------------------------------------------ | ----------------------------------------------------------------------- | ---------------------------------------------------------------------------- | ------------------------------- | --- |
| Carlos Algredo Vázquez                          |                              | México                                                   | Octubre de 2023                                                    | Cártel Jalisco Nueva Generación                                         | Distrito de Columbia                                                         | Cadena perpetua                 | |
| José Bibiano Cabrera Cabrera                    | El Durango                   | México                                                   | 20 de abril de 2021 en Altar, Sonora                               | Facción "Los Cazadores", vinculada a "Los Chapitos" (Cártel de Sinaloa) | Distrito de Arizona                                                          | Cadena perpetua                 | |
| José Ángel Canobbio Inzunza                     | El Güerito, El 90            | México                                                   | 19 de febrero de 2025 en Culiacán, Sinaloa                         | Facción "Los Chapitos" (Cártel de Sinaloa)                              | Distrito Norte de Illinois                                                   | Cadena perpetua                 | |
| Rafael Caro Quintero                            | Don Rafa, El Narco de Narcos | 24 de octubre de 1952, Badiraguato, Sinaloa México       | 15 de julio de 2022 en Choix, Sinaloa                              | Cártel de Guadalajara, Cártel de Caborca                                | Distrito Este de Nueva York                                                  | Cadena perpetua, pena de muerte | Asesinato de Enrique Camarena Salazar |
| Vicente Carrillo Fuentes                        | El Viceroy                   | 16 de octubre de 1962, Navolato, Sinaloa México          | 9 de octubre de 2014 en Torreón, Coahuila                          | Cártel de Juárez                                                        | Distrito Este de Nueva York                                                  | Cadena perpetua, pena de muerte | |
| Andrew Clark                                    | El Dictador                  | Canadá                                                   | 8 de octubre de 2024 en Zapopan, Jalisco                           | Cártel de Sinaloa, Cártel de Jalisco Nueva Generación                   | Distrito Central de California                                               | Cadena perpetua, pena de muerte | |
| Evaristo Cruz Sánchez                           | El Vaquero                   | México                                                   | 6 de abril de 2021 en Salinas Victoria, Nuevo León                 | Cártel del Golfo                                                        | Distrito Sur de Texas                                                        | Cadena perpetua                 | |
| Jesús Alberto Galaviz Vega                      | El Z-13                      | México                                                   | Abril de 2013 en Tamaulipas                                        | Los Zetas                                                               | Distrito Oeste de Texas                                                      | Cadena perpetua                 | Ataque a policías municipales en Torreón, Coahuila en la periferia del complejo deportivo Territorio Santos Modelo en 2011 durante el desarrollo de un partido oficial de la Liga MX entre Santos Laguna y Monarcas Morelia. |
| José Alberto García Vilano                      | La Kena                      | México                                                   | 19 de enero de 2024 en Monterrey, Nuevo León                       | Cártel del Golfo                                                        | Distrito Sur de Texas                                                        | Cadena perpetua                 | Secuestro de ciudadanos estadounidenses en Matamoros 2023 |
| Héctor Eduardo Infante                          | El Tolín                     | México                                                   | 2 de julio de 2022 en Rosarito, Baja California                    | Facción "Los Rusos", vinvulada al Mayo Zambada (Cártel de Sinaloa)      | Distrito Central de California                                               | Cadena perpetua                 | |
| Raúl Lucio Hernández Lechuga                    | El Z-100, Lucky              | México                                                   | 12 de diciembre de 2011 en Córdoba, Veracruz                       | Los Zetas                                                               | Distrito Este de Texas                                                       | Cadena perpetua                 | |
| Rodolfo López Ibarra                            | El Nito                      | México                                                   | 27 de diciembre de 2016 en Hermosillo, Sonora                      | Cártel de los Beltrán Leyva                                             | Distrito de Columbia                                                         | Cadena perpetua                 | |
| Jesús Humberto López Limón                      | El Chubeto                   | México                                                   | 11 de junio de 2021 en Altar, Sonora                               | Facción "Los Cazadores", vinculada a "Los Chapitos" (Cártel de Sinaloa) | Distrito de Arizona                                                          | Cadena perpetua                 | |
| Aliso Marín Sotelo / Alder Alfonso Marín Sotelo |                              | México                                                   | 4 de mayo de 2023 en Guerrero                                      |                                                                         | Distrito Medio de Carolina del Norte, Tribunal Estatal de Carolina del Norte | Cadena perpetua, pena de muerte | Asesinato de Ned Byrd, Oficial de policía del condando de Wake. |
| Luis Gerardo Méndez Estevane                    | El Tío                       | México                                                   | 15 de mayo de 2020 en Cuernavaca, Morelos                          | Barrio Azteca, La Empresa                                               | Distrito Oeste de Texas                                                      | Cadena perpetua, pena de muerte | Asesinato de agente consular en Ciudad Juárez, Masacre de Villas de Salvárcar |
| José de Jesús Méndez Vargas                     | El Chango                    | 28 de febrero de 1974, El Aguaje, Michoacán México       | 21 de junio de 2011 en Aguascalientes                              | La Familia Michoacana                                                   | Distrito Sur de Nueva York                                                   | Cadena perpetua                 | |
| Carlos Alberto Monsiváis Treviño                | La Bola                      | México                                                   | 2 de septiembre de 2024 en Nuevo Laredo, Tamaulipas                | Cártel del Noreste                                                      | Distrito Oeste de Texas                                                      | Cadena perpetua                 | |
| Antonio Oseguera Cervantes                      | Tony Montana                 | 20 de agosto de 1958, Aguililla, Michoacán México        | 20 de diciembre de 2022 en Guadalajara, Jalisco                    | Cártel Jalisco Nueva Generación                                         | Distrito de Columbia                                                         | Cadena perpetua                 | |
| Itiel Palacios García                           | El Compa Playa               | 1982, Playa Vicente, Veracruz México                     | 3 de septiembre de 2020 en León, Guanajuato                        | Cártel Jalisco Nueva Generación                                         | Distrito Sur de Nueva York                                                   | Cadena perpetua                 | Asesinato del Diputado Local de Veracruz y líder de la Confederación Nacional Campesina (CNC) en ese estado Juan Carlos Molina Palacios.                                                                                     |
| Ramiro Pérez Moreno                             | El Rama                      | México                                                   | 23 de marzo de 2015 en Nuevo Laredo, Tamaulipas                    | Los Zetas                                                               | Distrito Este de Texas                                                       | Cadena perpetua                 | |
| Alfredo Rangel Buendía                          | El Chicles                   | México                                                   | 14 de agosto de 2008 en Ciudad de México                           | Los Zetas                                                               | Distrito de Columbia                                                         | Cadena perpetua                 | |
| Miguel Ángel Rodríguez Díaz                     | El Alfa Metro                | México                                                   | 14 de octubre de 2012 en Coahuila                                  | Los Zetas                                                               | Distrito Este de Texas                                                       | Cadena perpetua                 | |
| José Guadalupe Tapia Quintero                   | Lupe Tapia                   | 19 de enero de 1971, Sinaloa México                      | 9 de febrero de 2023 en Culiacán, Sinaloa                          | Facción del Mayo Zambada (Cártel de Sinaloa)                            | Distrito de Arizona                                                          | Cadena perpetua                 | |
| Inés Enrique Torres Acosta                      | Kiki Torres                  | México                                                   | 7 de mayo de 2016 en Durango                                       | Facción del Mayo Zambada (Cártel de Sinaloa)                            | Distrito Sur de California                                                   | Cadena perpetua                 | |
| Miguel Ángel Treviño Morales                    | El Z-40                      | 18 de noviembre de 1970, Nuevo Laredo, Tamaulipas México | 15 de julio de 2013 en Nuevo Laredo, Tamaulipas                    | Los Zetas                                                               | Distrito de Columbia                                                         | Cadena perpetua                 | Masacre de Allende |
| Óscar Omar Treviño Morales                      | El Z-42                      | 26 de enero de 1974, Nuevo Laredo, Tamaulipas México     | 4 de marzo de 2015 en San Pedro Garza García, Nuevo León           | Los Zetas                                                               | Distrito de Columbia                                                         | Cadena perpetua                 | Masacre de Allende |
| Norberto Valencia González                      | Socialitos                   | México                                                   | 13 de septiembre de 2023 en Atizapán de Zaragoza, Estado de México | Cártel de los Beltrán Leyva                                             | Distrito Norte de Illinois                                                   | Cadena perpetua                 | |
| Érick Valencia Salazar                          | El 85                        | 11 de marzo de 1977, Guadalajara, Jalisco México         | 4 de septiembre de 2022 en Tapalpa, Jalisco                        | Cártel Jalisco Nueva Generación                                         | Distrito de Columbia                                                         | Cadena perpetua                 | |
| José Rodolfo Villarreal-Hernández               | El Gato                      | 16 de enero de 1978, México                              | 7 de enero de 2023 en Ciudad de México                             | Cártel de los Beltrán Leyva                                             | Distrito Norte de Texas                                                      | Cadena perpetua, pena de muerte | |